# Caisse nationale des autoroutes
Pour les articles homonymes, voir CNA.
La caisse nationale des autoroutes (CNA) est un établissement public à caractère administratif français destiné au financement de la construction des autoroutes créé en 1963 dont la tutelle de l'État est exercée par la Direction générale des infrastructures, des transports et de la mer du ministère de l'écologie, du développement durable et de l'énergie.

## Textes
L'établissement a été créé par un décret du 20 juin 1963. Ce décret a été modifié par les décrets du 5 novembre 1968 et du 30 juillet 1986.
Il a ensuite été codifié aux articles R. 122-6 à R. 122-15 du Code de la voirie routière par un décret du 4 septembre 1989, puis définitivement abrogé par un arrêté du 8 juillet 2008.

## Fonctionnement
Sa gestion administrative, comptable et financière est assurée, sous le contrôle du conseil d’administration, par la Caisse des dépôts. La présidente du conseil est Sandrine Bernabei Chinzi.
La caisse nationale des autoroutes emprunte sur les marchés financiers des fonds qu'elle met à dispositions des sociétés concessionnaires d'autoroutes sous forme de prêts.
Les concessionnaires concernés sont les suivants :
- Autoroutes Paris-Rhin-Rhône (APRR) ;
- Société des autoroutes Rhône-Alpes (AREA) ;
- Autoroutes du Sud de la France (ASF) ;
- Autoroutes et tunnel du Mont-Blanc (ATMB) ;
- Autoroutes Esterel-Côte d'Azur (ESCOTA) ;
- Société des autoroutes du Nord et de l'Est de la France (SANEF) ;
- Société des autoroutes Paris-Normandie (SAPN) ;
- Société française du tunnel routier du Fréjus (SFTRF).

Au 31 décembre 2007, l'encours des prêts de la CNA s'élève à 18,05 milliards d'euros. La décroissance de la dette de l’établissement est forte : l’encours s’établissant à 3,27 milliards d'euros en fin d’année 2017.
Bien qu'ils soient émis sans la garantie de l'État depuis 1991, les emprunts de la Caisse sont notés AAA par Standard & Poor's et Aaa par Moody's. Depuis 2014 la note de Fitch ratings est AA.